# Bullet (film, 2014)
Pour les articles homonymes, voir Bullet (homonymie).
Pour plus de détails, voir Fiche technique et Distribution.
Bullet (stylisé en BULLET) est un thriller d'action de 2014 mettant en vedette Danny Trejo dans le rôle principal et Jonathan Banks dans le rôle du méchant. Le film a été réalisé et co-écrit par Nick Lyon, avec la collaboration pour l'écriture de Matthew Joynes, Ron Peer et Byron Lester, et a été produit par Matthew Joynes et Robert Rodriguez. Il suit un policier infiltré devenu justicier (Danny Trejo) traquant les escrocs qui ont enlevé son petit-fils. Le tournage a eu lieu à Los Angeles, aux États-Unis. Le film est sorti en Blu-ray et DVD le 25 février 2014 en Amérique du Nord.

## Synopsis
À l'approche de la retraite, le détective non-conformiste Frank « Bullet » Marasco, basé à Los Angeles, est chargé de traquer le célèbre baron de la drogue Carlito Kane, à la suite d’une information de Leroy. Leroy est plus tard frappé à mort avec un club de golf pour avoir interrompu la partie de golf de Kane. Bullet et son équipe prennent d’assaut l’une des cachettes de Kane mais ne parviennent pas à le capturer.
L'intrigue se complique lorsque la fille du gouverneur Johnson et son petit ami sont kidnappés par Kane, dans le but de sauver son fils Manuel de l’exécution par injection létale. Kane envoie la vidéo de l’exécution du petit ami sur un téléphone mobile au gouverneur, et lui dit que sa fille est la prochaine victime s’ils n’arrêtent pas l’exécution de son fils. Par la suite, Bullet envoie son petit-fils Mario dans un parc communautaire mais Kane se venge de Bullet en kidnappant son petit-fils. Finalement, Bullet lui-même est également enlevé, mais seulement pour une brève période, car il est capable de s’échapper. Après une longue poursuite en voiture, Bullet réussit à échapper à Kane et à ses hommes, mais il se fait à nouveau prendre en embuscade par eux le lendemain.
Finalement, Bullet démissionne de son poste de fonctionnaire, devenant secrètement un justicier, et se rend chez son cousin pour obtenir des armes afin d'abattre Kane. Il interroge l’un des assistants de Kane, le tuant dans sa baignoire après qu’il n’ait pas coopéré pleinement. Paniqués, Kane et ses subordonnés les plus proches se retirent dans le désert, mais Bullet commence à tuer les hommes de main de Kane un par un, y compris les quatre ravisseurs de son petit-fils. Lors de la confrontation finale entre Kane et Bullet, ce dernier sort vainqueur. Bullet retrouve son petit-fils et sauve la fille de Johnson. La victoire est finale lorsque Manuel Kane est exécuté publiquement. Bullet, sa fille et son petit-fils savourent la soirée à la plage.

## Distribution
- Danny Trejo : Frank « Bullet » Marasco
- Jonathan Banks : Carlito Kane
- Torsten Voges : Kruger
- Julia Dietze : Brooke Madison
- Max Perlich : Leroy
- Tinsel Korey : Vanessa
- John Savage : le gouverneur Johnson
- Eve Mauro : Samantha
- Emilio Rivera : Speedy
- Eric St. John : Estes
- Chuck Hittinger : Kyle
- Isaac C. Singleton : promoteur
- Alison Ball : la procureure générale
- Robert Blanche : Tarvis
- Eric Etebari : Manuel Kane

## Production

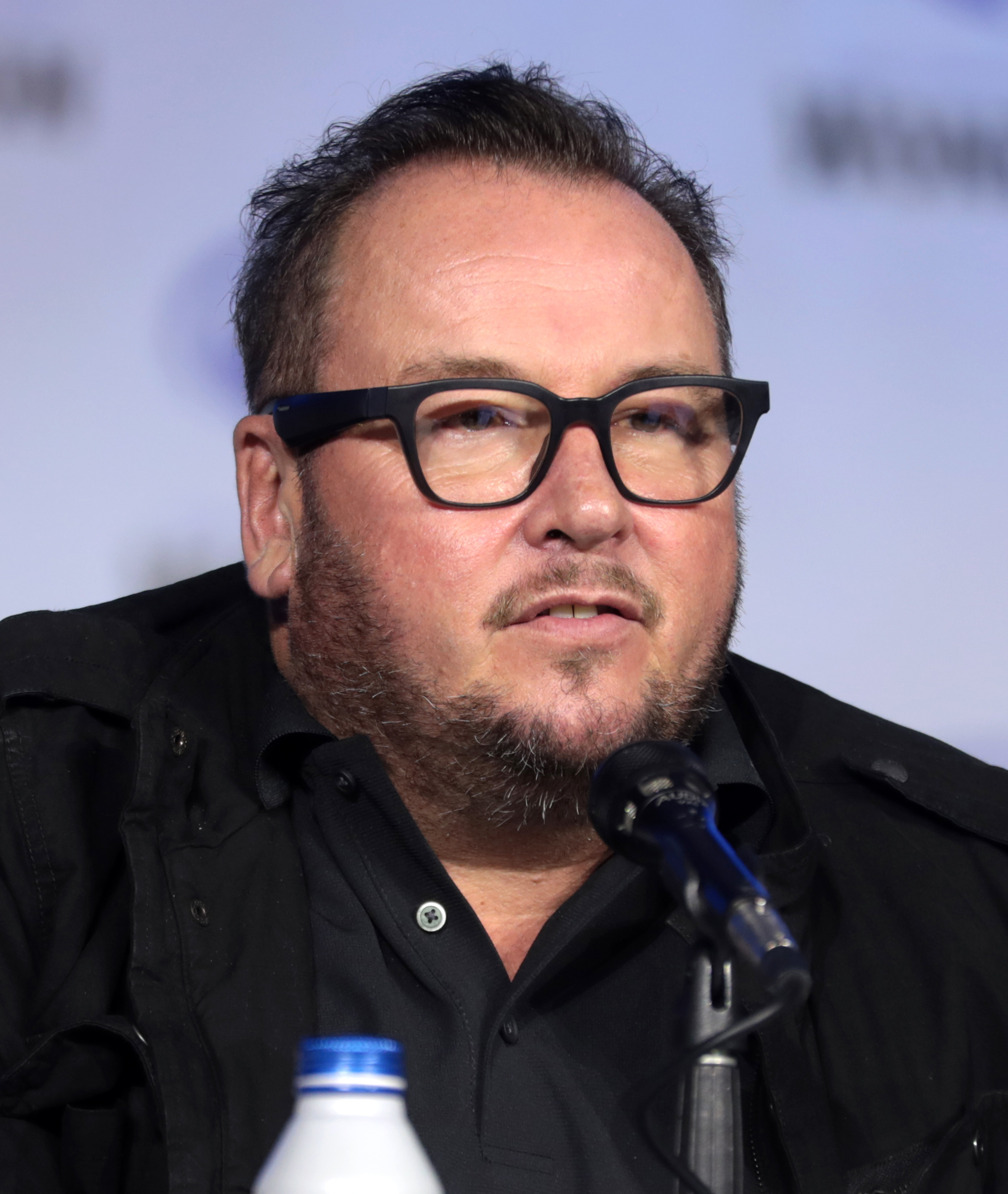
Le réalisateur et co-scénariste Nick Lyon

Danny Trejo a été choisi pour jouer le personnage principal, Frank « Bullet » Marasco. Jonathan Banks joue le principal antagoniste du film, le chef du cartel de la drogue Carlito Kane. Bullet a été réalisé par Nick Lyon, tandis que le scénario a été co-écrit par Lyon, Joynes Byron Lester et Ron Peer. Robert Rodriguez et Matthew Joynes ont produit le film pour American United Media, SC Films International et Giant Ape Media. Carmen Cabana était la directrice de la photographie.

### Tournage
Le tournage a commencé début février 2013 et a eu lieu à Los Angeles.

## Versions
Le film est sorti en Amérique du Nord le 25 février 2014 et au Royaume-Uni le 7 mars. Il existe deux versions de Bullet : l'une éditée par Funimation Entertainment et le Director's cut. Apparemment une version supérieure, le Director’s Cut, est retiré de la distribution.

## Accueil

### Réception critique
Le film a reçu des critiques généralement négatives. Sur Rotten Tomatoes, le film a un taux d'approbation de 11% basé sur les critiques de 9 critiques.
Peter Bradshaw de The Guardian l'a qualifié de « terrible », « cheap » et « paresseux et branlant ». Il lui a attribué une étoile sur cinq.